# Isoglossa (växter)
Isoglossa är ett släkte av akantusväxter. Isoglossa ingår i familjen akantusväxter.

## Bildgalleri

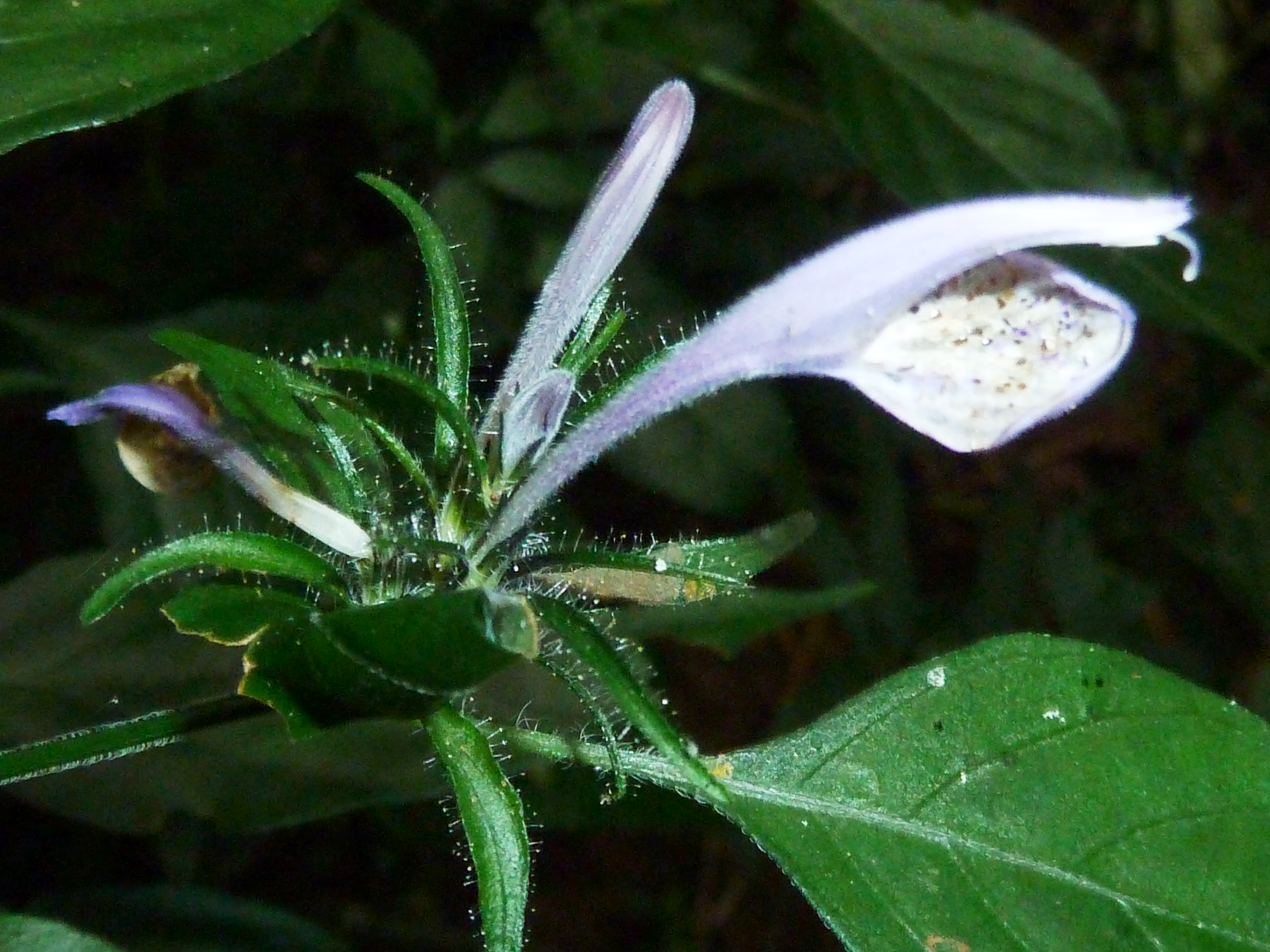
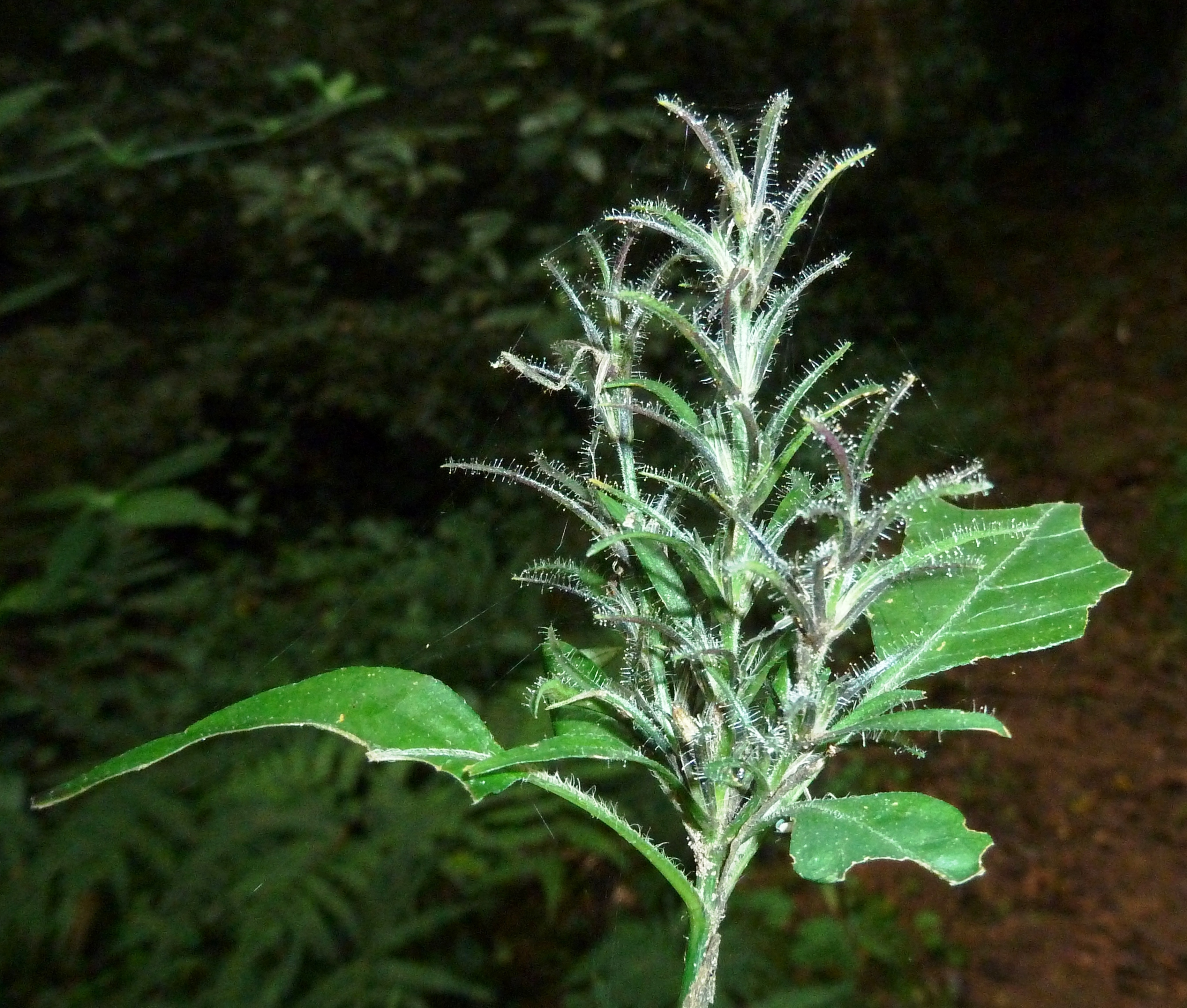
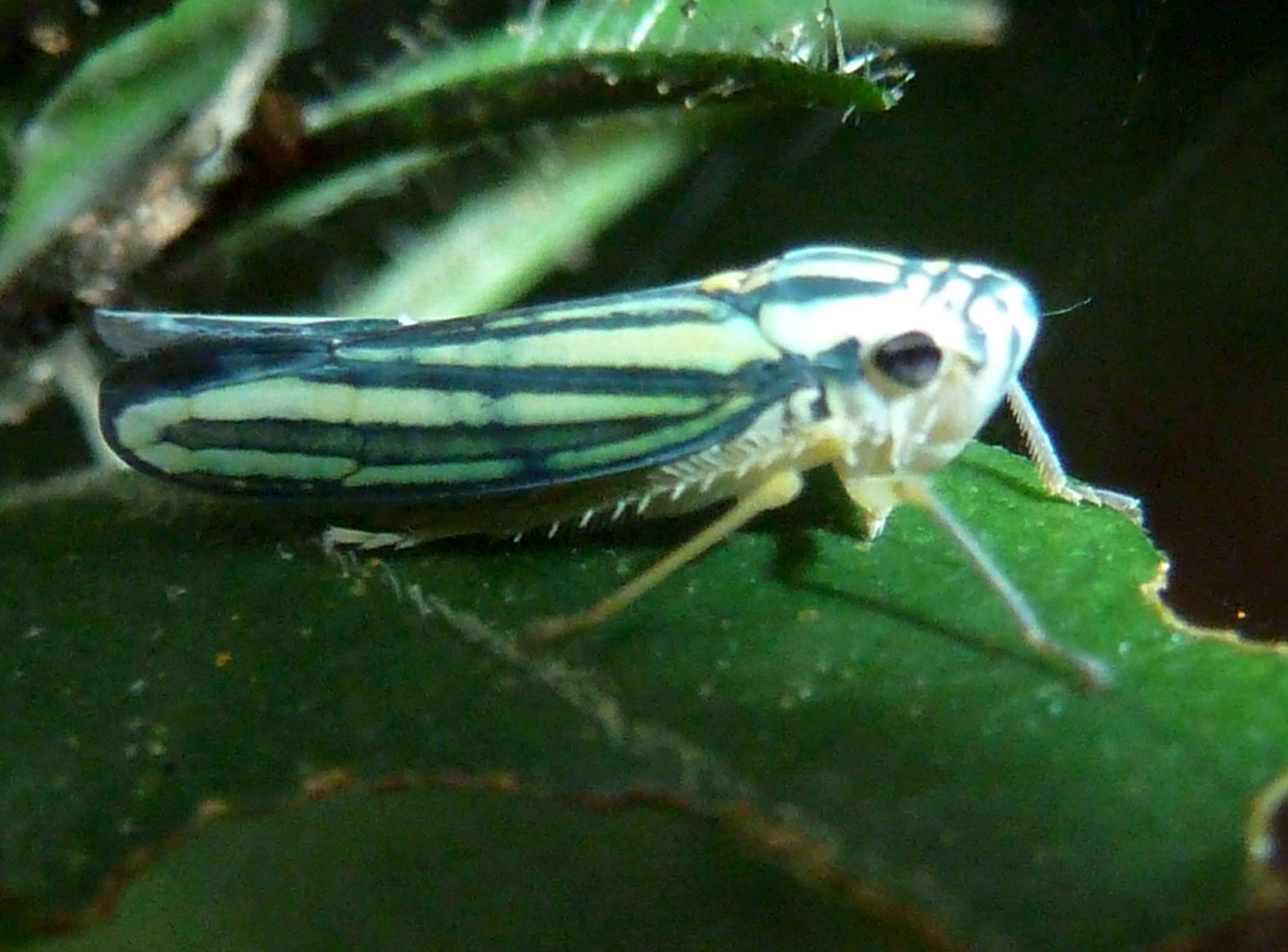
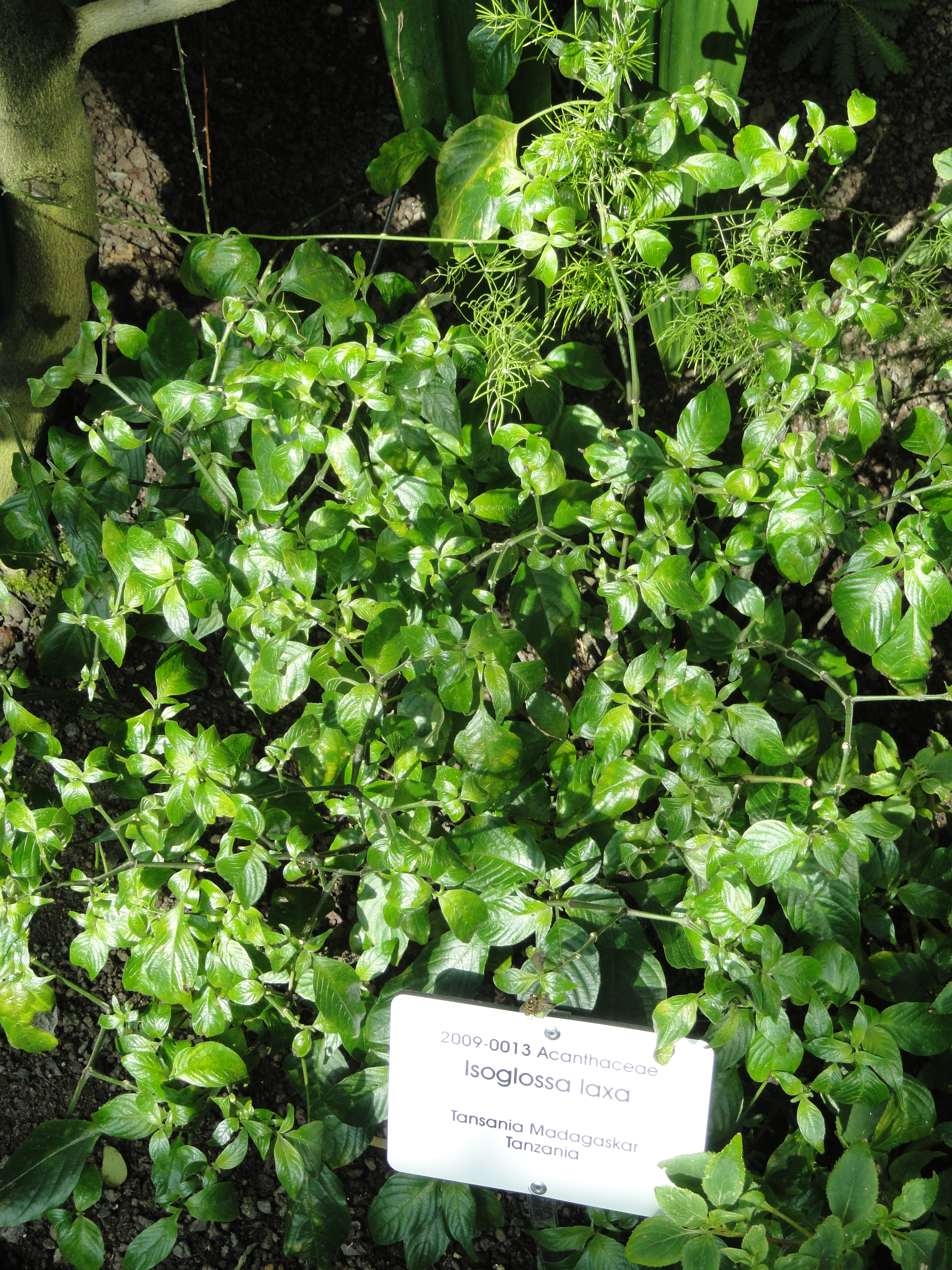
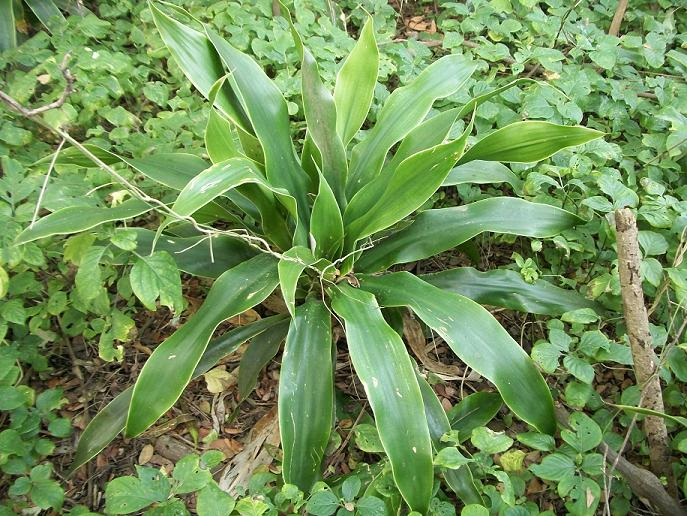
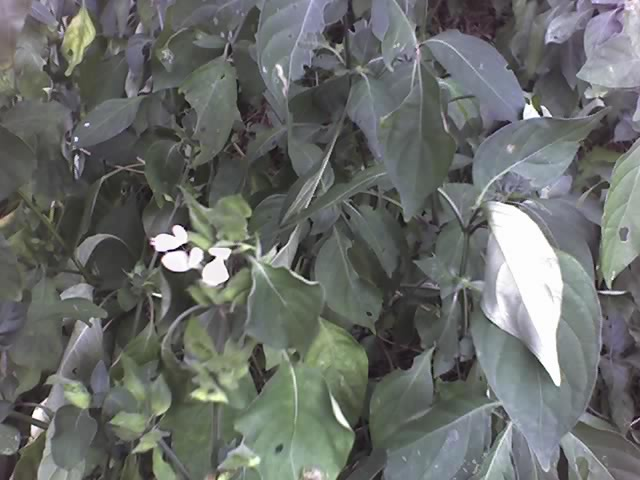

## Dottertaxa tillIsoglossa, i alfabetisk ordning[1]
- Isoglossa angusta
- Isoglossa anisophylla
- Isoglossa asystasioides
- Isoglossa bolusii
- Isoglossa bondwaensis
- Isoglossa bracteosa
- Isoglossa bruceae
- Isoglossa candelabrum
- Isoglossa cataractarum
- Isoglossa ciliata
- Isoglossa clemensorum
- Isoglossa collina
- Isoglossa comorensis
- Isoglossa congesta
- Isoglossa cooperi
- Isoglossa cyclophylla
- Isoglossa delicatula
- Isoglossa densa
- Isoglossa dichotoma
- Isoglossa eckloniana
- Isoglossa eliasbandae
- Isoglossa eranthemoides
- Isoglossa expansa
- Isoglossa eylesii
- Isoglossa faulknerae
- Isoglossa floribunda
- Isoglossa geoffrayi
- Isoglossa glabra
- Isoglossa glandulifera
- Isoglossa gracillima
- Isoglossa grandiflora
- Isoglossa gregorii
- Isoglossa humbertii
- Isoglossa hypoestiflora
- Isoglossa inermis
- Isoglossa ixodes
- Isoglossa justicioides
- Isoglossa lactea
- Isoglossa laxa
- Isoglossa laxiflora
- Isoglossa longiflora
- Isoglossa macowanii
- Isoglossa mbalensis
- Isoglossa melleri
- Isoglossa membranacea
- Isoglossa milanjiensis
- Isoglossa mossambicensis
- Isoglossa multinervis
- Isoglossa nervosa
- Isoglossa oreacanthoides
- Isoglossa origanoides
- Isoglossa ovata
- Isoglossa parviflora
- Isoglossa parvifolia
- Isoglossa paucinervis
- Isoglossa pawekiae
- Isoglossa prolixa
- Isoglossa punctata
- Isoglossa rubescens
- Isoglossa rutenbergiana
- Isoglossa somalensis
- Isoglossa stipitata
- Isoglossa strigosula
- Isoglossa subcordata
- Isoglossa substrobilina
- Isoglossa sylvatica
- Isoglossa ufipensis
- Isoglossa variegata
- Isoglossa ventricosa
- Isoglossa vestita
- Isoglossa woodii
- Isoglossa vulcanicola